# Srovnání raketových motorů
Srovnání raketových motorů uvádí základní informace o některých raketových motorech a umožňuje tak porovnání jejich vlastností. Seznam raketových motorů není kompletní.

## Informace o motorech
Legenda k tabulce: [ve vývoji] — [ve výslužbě, zrušené] — [provozní,neaktivní]
| Motor                                                                                       | Původ          | Výrobce                                           | Raketa                                             | Použití | Palivo       | Specifický impuls ve vakuu (s) | Specifický impuls na hladině moře (s) | Tah ve vakuu (N)  | Tah na hladině moře (N) | Hmotnost (kg)     | Poměr tahu ku hmotnosti | Tlak ve spalovací komoře (bar) | Stav                   |
| ------------------------------------------------------------------------------------------- | -------------- | ------------------------------------------------- | -------------------------------------------------- | --- | ------------ | ------------------------------ | ------------------------------------- | ----------------- | ----------------------- | ----------------- | ----------------------- | ------------------------------ | ---------------------- |
| Aestus II                                                                                   | Evropa         | Airbus Defence and Space                          | Ariane 5                                           | Horní stupeň | N2O4/MMH     | 340                            |                                       | 55 400            |                         | 138               | 40,9?                   | 60                             | Ve vývoji              |
| Aestus                                                                                      | Evropa         | Airbus Defence and Space                          | Ariane 5 ES, G, G+                                 | Horní stupeň | N2O4/MMH     | 324                            |                                       | 30 000            |                         | 111               | 27,6?                   | 11                             | Používaný              |
| AR1                                                                                         | USA            | Aerojet Rocketdyne                                | Vulcan                                             | První stupeň | RP-1/LOX     |                                |                                       |                   | 2 200 000               |                   |                         |                                | Ve vývoji              |
| Atlas V SRB                                                                                 | USA            | Aerojet                                           | Atlas V                                            | Urychlovací blok | Pevné        | 275                            |                                       | 1 270 000         |                         |                   |                         |                                | Používaný              |
| BE-3                                                                                        | USA            | Blue Origin                                       | New Shepard                                        | První stupeň | LH2/LOX      |                                |                                       | 490 000           |                         |                   |                         |                                | Používaný              |
| BE-4                                                                                        | USA            | Blue Origin                                       | New Glenn Vulcan                                   | První stupeň | Methan/LOX   |                                |                                       | 2 400 000         |                         |                   |                         | 134                            | Ve vývoji              |
| Boeing 601HP První iontový motor použitý jako hlavního motoru na komerčním satelitu (PAS-5) | USA            | Boeing                                            | Boeing 601HP satelit                               | Iontový motor | Xenon        | 2 568 0,5 kW                   |                                       | 0,018 0,5 kW      |                         |                   |                         |                                | Používaný              |
| Boeing 702                                                                                  | USA            | Boeing                                            | Boeing 702 satelit                                 | Iontový motor | Xenon        | 3 800 4,5 kW                   |                                       | 0,165 4,5 kW      |                         |                   |                         |                                | Používaný              |
| CE-20                                                                                       | Indie          | ISRO                                              | LVM 3                                              | Horní stupeň | LH2/LOX      | 443                            |                                       | 45 000            |                         | 588               |                         | 60,00                          | Používaný              |
| CE-7.5                                                                                      | Indie          | ISRO                                              | GSLV Mk II                                         | Horní stupeň | LH2/LOX      | 454                            |                                       | 73 550            |                         | 445               | 16,85?                  | 58                             | Používaný              |
| Executor                                                                                    | USA            | Arca Space Corporation                            | Haas 2CA                                           | První stupeň | H2O2/kerosen |                                |                                       |                   |                         |                   |                         |                                | Ve vývoji              |
| Executor 2                                                                                  | USA            | Arca Space Corporation                            | Haas 2B                                            | První stupeň | LOX/kerosen  | 312                            |                                       | 254 973           | 225 553                 | 250               |                         |                                | Ve vývoji              |
| F-1 Nejsilnější jednokomorový raketový motor poháněný kapalným palivem                      | USA            | Rocketdyne                                        | Saturn V                                           | První stupeň | RP-1/LOX     | 304                            | 263                                   | 7 770 000         | 6 770 000               | 8 391             | 82,27?                  | 70                             | Ve výslužbě            |
| Gamma 2                                                                                     | Velká Británie | Bristol Siddeley                                  | Black Arrow                                        | Druhý stupeň | H2O2/Kerosen | 265                            |                                       | 68 200            |                         | 173               | 40,22                   |                                | Ve výslužbě            |
| Gamma 8                                                                                     | Velká Británie | Bristol Siddeley                                  | Black Arrow                                        | První stupeň | H2O2/Kerosen | 265                            |                                       | 234 800           |                         | 342               | 70,01                   | 47,40                          | Ve výslužbě            |
| HiPEP Nejúčinnější iontový motor                                                            | USA            | NASA                                              | Jupiter Icy Moons Orbiter                          | Iontový motor | Xenon        | 9 620 39,3 kW                  |                                       | 0,670 39,3 kW     |                         |                   |                         |                                | Zrušený                |
| HM7B                                                                                        | Evropa         | Snecma                                            | Ariane 5 ECA                                       | Horní stupeň | LH2/LOX      | 446                            | 310                                   | 64 800            | 43 600                  | 165               | 40,05?                  | 37                             | Používaný              |
| J-2                                                                                         | USA            | Rocketdyne                                        | Saturn V Saturn IB                                 | Druhý a třetí stupeň | LH2/LOX      | 421                            |                                       | 1 033 100         |                         | 1 438             | 73,18                   | 30                             | Ve výslužbě            |
| J-2X                                                                                        | USA            | Pratt & Whitney Rocketdyne                        | Space Launch System                                | Horní stupeň | LH2/LOX      | 448                            |                                       | 1 310 000         |                         | 2 430             | 54,97?                  | 30                             | Ve vývoji              |
| LE-5                                                                                        | Japonsko       | Mitsubishi Heavy Industries NASDA                 | H-I                                                | Horní stupeň | LH2/LOX      | 450                            |                                       | 103 000           |                         | 245               | 42,87                   | 36,0                           | Ve výslužbě            |
| LE-5A                                                                                       | Japonsko       | Mitsubishi Heavy Industries NASDA                 | H-II                                               | Horní stupeň | LH2/LOX      | 452                            |                                       | 121 500           |                         | 242               | 51,19                   | 40,0                           | Ve výslužbě            |
| LE-5B                                                                                       | Japonsko       | Mitsubishi Heavy Industries JAXA                  | H-IIA H-IIB                                        | Horní stupeň | LH2/LOX      | 447                            |                                       | 137 000           |                         | 269               | 51,93                   | 36,0                           | Používaný              |
| LE-7                                                                                        | Japonsko       | Mitsubishi Heavy Industries NASDA                 | H-II                                               | První stupeň | LH2/LOX      | 446                            |                                       | 1 078 000         | 843 500                 | 1 714             | 64,13                   | 127                            | Ve výslužbě            |
| LE-7A                                                                                       | Japonsko       | Mitsubishi Heavy Industries JAXA                  | H-IIA H-IIB                                        | První stupeň | LH2/LOX      | 438                            | 338                                   | 1 098 000         |                         | 1 800             | 62,2                    | 121                            | Používaný              |
| Merlin 1C                                                                                   | USA            | SpaceX                                            | Falcon 9 Falcon 1                                  | První a druhý stupeň | RP-1/LOX     | 304                            | 266                                   | 480 408           | 422 581                 | 630               | 92                      | 67,7                           | Ve výslužbě            |
| Merlin 1D                                                                                   | USA            | SpaceX                                            | Falcon 9 v1.1                                      | První stupeň | RP-1/LOX     | 311                            | 282                                   | 723 000           |                         | 470               | 158                     | 97                             | Ve výslužbě            |
| Merlin 1D FT                                                                                | USA            | SpaceX                                            | Falcon 9 v1.1 FT Falcon Heavy                      | První stupeň | RP-1/LOX     | 311                            | 282                                   | 914 000           | 845 000                 | 470               | 199,5                   | 97                             | Používaný              |
| Merlin 1C Vakuum                                                                            | USA            | SpaceX                                            | Falcon 9 Falcon 1                                  | Druhý stupeň | RP-1/LOX     | 336                            |                                       | 413 644           |                         |                   | 92                      |                                | Ve výslužbě            |
| Merlin 1D Vakuum                                                                            | USA            | SpaceX                                            | Falcon 9 Falcon Heavy                              | Druhý stupeň | RP-1/LOX     | 348                            |                                       | 934 000           |                         |                   |                         |                                | Používaný              |
| NewtonFour                                                                                  | USA            | Virgin Galactic                                   | LauncherOne                                        | Druhý stupeň | RP-1/LOX     |                                |                                       | 22 241            |                         |                   |                         |                                | Ve vývoji              |
| NewtonThree                                                                                 | USA            | Virgin Galactic                                   | LauncherOne                                        | Urychlovací blok | RP-1/LOX     |                                |                                       | 266 893           |                         |                   |                         |                                | Ve vývoji              |
| NEXT                                                                                        | USA            | NASA                                              |                                                    | Iontový motor | Xenon        | 4 100 6,9 kW                   |                                       | 0,236 6,9 kW      |                         |                   |                         |                                | Ve vývoji              |
| NK-33A (AJ26-58) 11Д111                                                                     | Sovětský svaz  | Kuznetsov Design Bureau Aerojet                   | Antares Sojuz 2.1v                                 | První stupeň | RP-1/LOX     | 331                            |                                       | 1 638 000         |                         | 1 222             | 136,8                   | 145                            | Používaný              |
| NSTAR První iontový motor použitý jako hlavní motor na vesmírné sondě                       | USA            | Hughes Electron Dynamics Boeing                   | Deep Space 1 Dawn                                  | Iontový motor | Xenon        | 3 100 2,3 kW                   |                                       | 0,092 2,3 kW      |                         | 8,2               |                         |                                | Používaný              |
| P230                                                                                        | Evropa         | SNPE (Societe Nationale des Poudres et Explosifs) | Ariane 5                                           | Urychlovací blok | HTPB (68/18) | 286                            | 259                                   | 6 472 300         | 5 861 300               | 269 000 s palivem |                         |                                | Používaný              |
| PPS-1350                                                                                    | Rusko Evropa   | OKB Fakel Snecma                                  | SMART-1                                            | Hallův motor | Xenon        | 1 650 1,5 kW                   |                                       | 0,088 1,5 kW      |                         | 5,3               |                         |                                | Používaný              |
| PSLV                                                                                        | Indie          | ISRO                                              | PSLV                                               | První stupeň | HTPB         | 269                            |                                       | 486 000           |                         | 160 200 s palivem |                         | 58                             | Používaný              |
| Raptor Vakuum                                                                               | USA            | SpaceX                                            | Interplanetary Transport System                    | Druhý stupeň | Methan/LOX   | 382                            |                                       | 3 500 000         |                         |                   |                         | 300                            | Ve vývoji              |
| Raptor                                                                                      | USA            | SpaceX                                            | Interplanetary Transport System                    | První a druhý stupeň (druhý stupeň slouží i jako přistávací stupeň pro Zemi a další vesmírná tělesa)                            | Methan/LOX   | 361                            | 334                                   | ~3 285 000        | 3 050 000               |                   |                         | 300                            | Ve vývoji              |
| RD-0120 11Д122                                                                              | Sovětský svaz  | KBKhA                                             | Eněrgija                                           | První stupeň | LH2/LOX      | 455                            |                                       | 1 962 000         |                         | 3 450             | 57,80                   | 219                            | Ve výslužbě            |
| RD-0124 14Д23                                                                               | Rusko          | TsSKB Progress                                    | Sojuz 2.1b Sojuz 2-1v Angara                       | Druhý a třetí stupeň | RP-1/LOX     | 359                            |                                       | 294 300           |                         | 520               | 57,7                    | 160                            | Používaný              |
| RD-107A 14Д22                                                                               | Rusko          | NPO Energomaš                                     | Sojuz FG Sojuz 2                                   | První stupeň | RP-1/LOX     | 320,2                          | 263,3                                 | 1 019 892         | 839 449                 | 1 090             | 78,53                   | 61,2                           | Používaný              |
| RD-108A 14Д21                                                                               | Rusko          | NPO Energomaš                                     | Sojuz FG Sojuz 2                                   | Druhý stupeň | RP-1/LOX     | 320,6                          | 257,7                                 | 921 825           | 792 377                 | 1 075             | 75,16                   | 55,5                           | Používaný              |
| RD-117 11Д511                                                                               | Sovětský svaz  | NPO Energomaš                                     | Sojuz-U                                            | První stupeň | RP-1/LOX     | 316                            | 253                                   | 978 000           | 778 648                 | 1100              | 72,18                   | 54,2                           | Používaný              |
| RD-118 11Д512                                                                               | Sovětský svaz  | NPO Energomaš                                     | Sojuz-U                                            | Druhý stupeň | RP-1/LOX     | 314                            | 257                                   | 1 000 278         | 818 855                 |                   | 75,91                   | 59,7                           | Používaný              |
| RD-171M Nejsilnější vícekomorový raketový motor na kapalná paliva                           | Rusko          | NPO Energomaš                                     | Zenit-2M Zenit-3SL Zenit-3SLB Zenit-3SLBF          | První stupeň | RP-1/LOX     | 337,2                          | 309,5                                 | 7 904 160         | 7 256 921               | 9 300             | 79,57                   | 250                            | Používaný              |
| RD-180                                                                                      | Rusko          | NPO Energomaš                                     | Atlas V Atlas III                                  | První stupeň | RP-1/LOX     | 338,4                          | 311,9                                 | 4 152 136         | 3 826 555               | 5 480             | 71,2                    | 261,7                          | Používaný              |
| RD-181                                                                                      | Rusko          | NPO Energomaš                                     | Antares                                            | První stupeň | RP-1/LOX     | 337,5                          |                                       |                   |                         |                   |                         |                                | Ve vývoji              |
| RD-191                                                                                      | Rusko          | NPO Energomaš                                     | Angara                                             | První stupeň | RP-1/LOX     | 337,5                          | 311,2                                 | 2 084 894         | 1 922 103               | 2 200             | 89,09                   | 262,6                          | Používaný              |
| RD-193                                                                                      | Rusko          | NPO Energomaš                                     | Sojuz 2.1v                                         | První stupeň | RP-1/LOX     | 337,5                          | 311,2                                 | 2 084 894         | 1 922 103               | 1 900             | 103,15                  |                                | Ve vývoji              |
| RD-264 11Д119                                                                               | Sovětský svaz  | NPO Energomaš                                     | Dněpr                                              | První stupeň | N2O4/UDMH    | 318,4                          | 293,3                                 | 4 511 059         | 4 158 020               | 3 600             | 117,77                  | 210                            | Používaný              |
| RD-275M 14Д14М                                                                              | Rusko          | NPO Energomaš                                     | Proton-M                                           | První stupeň | N2O4/UDMH    | 315,8                          | 288                                   | 1 831 882         | 1 671 053               | 1 070             | 159,25                  | 165,2                          | Používaný              |
| RD-56(KVD-1) 11Д56У                                                                         | Rusko          | KBKhM                                             | GSLV Mk I                                          | Horní stupeň | LH2/LOX      | 462                            |                                       | 69 626            |                         | 282               | 25,17                   | 55,9                           | Ve výslužbě            |
| RL-10A-4-2                                                                                  | USA            | Pratt & Whitney Rocketdyne                        | Atlas V                                            | Horní stupeň | LH2/LOX      | 451                            |                                       | 99 100            |                         | 167               | 59                      | 39                             | Používaný              |
| RL-10B-2                                                                                    | USA            | Pratt & Whitney Rocketdyne                        | Delta III Delta IV                                 | Horní stupeň | LH2/LOX      | 462                            |                                       | 109 890           |                         | 277               | 41                      | 44                             | Používaný              |
| RS-25 - SSME                                                                                | USA            | Pratt & Whitney Rocketdyne                        | Space Shuttle                                      | První stupeň | LH2/LOX      | 452,3                          |                                       | 2 279 000         |                         | 3 526             | 53,79                   | 206,4                          | Nepoužívaný od STS-135 |
| RS-68A Nejsilnější vodíkem poháněný raketový motor                                          | USA            | Pratt & Whitney Rocketdyne                        | Delta IV Delta IV Heavy                            | První stupeň | LH2/LOX      | 414                            |                                       | 3 560 000         | 3 137 000               | 6 747             | 53,80                   | 196                            | Používaný              |
| Rutherford                                                                                  | Nový Zéland    | Rocket Lab                                        | Electron                                           | První a druhý stupeň | LOX/RP-1     | 327                            |                                       | 22 000            | 16 890                  |                   |                         |                                | Používaný              |
| S200                                                                                        | Indie          | ISRO                                              | LVM 3                                              | Urychlovací blok | HTPB         | 274,5                          |                                       | 5 150 000         |                         | 207 000 s palivem |                         |                                | Používaný              |
| SCE-200                                                                                     | Indie          | ISRO                                              | LVM 3/??                                           | Horní stupeň[zdroj?] a první stupeň                                                                                             | RP-1/LOX     | 335                            | 299                                   | 460 000           | 410 000                 | 2 700             |                         | 18                             | Ve vývoji              |
| SLS Solid Rocket Booster Největší a nejvýkonnější raketový motor na pevná paliva            | USA            | Orbital ATK                                       | SLS                                                | Urychlovací blok | PBAN         | 267                            |                                       | 16 000 000        |                         | 730 000 s palivem |                         |                                | Ve vývoji              |
| SLV-1                                                                                       | Indie          | ISRO                                              | PSLV                                               | Urychlovací blok | HTPB         | 253                            |                                       | 502 600 s palivem |                         | 10 800 s palivem  |                         | 43                             | Používaný              |
| Space Shuttle Solid Rocket Booster                                                          | USA            | Thiokol                                           | Space Shuttle Ares I                               | Urychlovací blok | APCP         | 268                            |                                       | 14 000 000        | 12 500 000              | 590 000 s palivem |                         |                                | Ve výslužbě            |
| SPT-100                                                                                     | Rusko          | OKB Fakel                                         | LS-1300 satelity                                   | Hallův motor | Xenon        | 1 500 1,35 kW                  |                                       | 0,083 1,35 kW     |                         | 3,5               |                         |                                | Používaný              |
| SRB-A                                                                                       | Japonsko       | IHI Aerospace JAXA                                | H-IIA                                              | Urychlovací blok | HTPB         | 280                            |                                       | 2 250 000         |                         | 76 400 s palivem  |                         | 118                            | Používaný              |
| SRB-A3                                                                                      | Japonsko       | IHI Aerospace JAXA                                | H-IIB                                              | Urychlovací blok | tuhá         | 283,6                          |                                       | 2 305 000         | 2 150 000               | 76 600 s palivem  |                         | 111                            | Používaný              |
| UA1207                                                                                      | USA            | United Technologies                               | Titan 4                                            | Urychlovací blok | PBAN         | 272                            | 245                                   | 7 116 000         | 6 410 400               | 319 330 s palivem |                         |                                | Ve výslužbě            |
| Ursa Major Hadley                                                                           | USA            | Ursa Major Technologies                           |                                                    | | LOX/kerosen  |                                |                                       |                   | 22 241                  |                   |                         |                                | Ve vývoji              |
| Ursa Major Ripley                                                                           | USA            | Ursa Major Technologies                           |                                                    | | LOX/kerosen  |                                |                                       |                   | 155 688                 |                   |                         |                                | Ve vývoji              |
| VASIMR                                                                                      | USA            | Ad Astra Rocket Company                           |                                                    | Elektro-magnetický motor | Argon        | 5 000 200 kW                   |                                       | 5,7 200 kW        |                         |                   |                         |                                | Ve vývoji              |
| Vikas                                                                                       | Indie          | ISRO                                              | PSLV GSLV LVM 3                                    | Druhý stupeň, první stupeň a urychlovací blok                                                                                   | N2O4/UDMH    | 262                            |                                       | 680 500 - 804 500 | 600 500 - 756 500       |                   |                         | 5,30 - 5,85                    | Používaný              |
| Vinci                                                                                       | Evropa         | Snecma                                            | Ariane 6                                           | Horní stupeň | LH2/LOX      | 465                            |                                       | 180 000           |                         | 280               | 65,55                   | 60,8                           | Ve vývoji              |
| Vulcain 2.1                                                                                 | Evropa         | Snecma                                            | Ariane 6                                           | První stupeň | LH2/LOX      |                                |                                       |                   |                         |                   |                         |                                | Ve vývoji              |
| Vulcain 2                                                                                   | Evropa         | Snecma                                            | Ariane 5                                           | První stupeň | LH2/LOX      | 429                            | 318                                   | 1 359 000         | 939 500                 | 1 800             | 76,99?                  | 117,3                          | Používaný              |
| Vulcain HM-60                                                                               | Evropa         | Snecma                                            | Ariane 5                                           | První stupeň | LH2/LOX      | 439                            | 326                                   | 1 113 000         | 773 200                 | 1 300             | 84,318                  | 109                            | Ve výslužbě            |
| Waxwing                                                                                     | Velká Británie | Bristol Aerojet                                   | Black Arrow                                        | Horní stupeň | pevné        | 278                            |                                       | 29 400            |                         | 87                |                         |                                | Ve výslužbě            |
| YF-100                                                                                      | Čína           | CASC                                              | Dlouhý pochod 5, Dlouhý pochod 6 a Dlouhý pochod 7 | Dlouhý pochod 5 K-3-1 a K-2-1 urychlovací blok, Dlouhý pochod 6 první stupeň a Dlouhý pochod 7 první stupeň a urychlovací blok. | RP-1/LOX     | 335                            | 300                                   | 1 340 000         | 1 200 000               |                   |                         |                                | Používaný              |
| YF-21C                                                                                      | Čína           | CASC                                              | Dlouhý pochod 2, 3                                 | První stupeň | N2O4/UDMH    |                                | 260,7                                 |                   | 2 961 600               |                   |                         |                                | Používaný              |
| YF-24E                                                                                      | Čína           | CASC                                              | Dlouhý pochod 2, 3                                 | Druhý stupeň | N2O4/UDMH    | 298,0                          |                                       | 742 000           |                         |                   |                         |                                | Používaný              |
| YF-75                                                                                       | Čína           | CALT                                              | Dlouhý pochod 3                                    | Třetí stupeň | LH2/LOX      | 438,0                          |                                       | 167 170           |                         |                   |                         |                                | Používaný              |